# Strabag Prague Open 2012
Lo Strabag Prague Open 2012 è stato un torneo professionistico di tennis giocato sulla terra rossa facente parte del circuito Challenger nell'ambito dell'ATP Challenger Tour 2012, con un montepremi di 85.000 €. Si è giocato sui campi dell'I. Česky Lawn Tennis Klub Praha a Praga in Repubblica Ceca dal 7 al 13 maggio 2012.

## Partecipanti

### Teste di serie
| Nazionalità | Giocatore          | Ranking* | Testa di serie |
| ----------- | ------------------ | -------- | -------------- |
| Israele     | Dudi Sela          | 63       | 1              |
| Slovacchia  | Lukáš Lacko        | 65       | 2              |
| Rep. Ceca   | Lukáš Rosol        | 79       | 3              |
| Germania    | Tobias Kamke       | 81       | 4              |
| Bulgaria    | Grigor Dimitrov    | 94       | 5              |
| Slovacchia  | Martin Kližan      | 101      | 6              |
| Germania    | Matthias Bachinger | 103      | 7              |
| Germania    | Daniel Brands      | 105      | 8              |

- Ranking al 30 aprile 2012.

### Altri partecipanti
Giocatori che hanno ricevuto una wild card:
- Jan Blecha
- Tommy Haas
- Mate Pavić
- Jiří Veselý

Giocatori con uno special exempt:
- Matteo Marrai
- Dušan Lojda

Giocatori passati dalle qualificazioni:
- Martin Fischer
- Kevin Krawietz
- Miloslav Mečíř, Jr.
- Dominik Meffert
- Axel Michon (lucky loser)

## Campioni

### Singolare
Horacio Zeballos ha battuto in finale  Martin Kližan con il punteggio di 1–6, 6–4, 7–6(6)

### Doppio
Lukáš Rosol /  Horacio Zeballos hanno battuto in finale  Martin Kližan /  Igor Zelenay con il punteggio di 7–5, 2–6, [12–10]